# Campionati europei di ciclismo su strada 2019 - Gara in linea maschile Elite
La gara in linea maschile Elite dei Campionati europei di ciclismo su strada 2019, quarta edizione della prova, si disputò l'11 agosto 2019 su un percorso di 165 km con partenza ed arrivo ad Alkmaar, nei Paesi Bassi. La vittoria fu appannaggio dell'italiano Elia Viviani, il quale completò il percorso in 3h30'52", alla media di 46,95 km/h, precedendo il belga Yves Lampaert e il tedesco Pascal Ackermann.
Sul traguardo di Glasgow 42 ciclisti, su 151 partenti, portarono a termine la competizione.

## Squadre e corridori partecipanti
| N.      | Cod. | Squadra       |
| ------- | ---- | ------------- |
| 1-8     | FRA  | Francia       |
| 9-16    | BEL  | Belgio        |
| 17-24   | ITA  | Italia        |
| 25-32   | NLD  | Paesi Bassi   |
| 33-40   | DEU  | Germania      |
| 41-46   | SVN  | Slovenia      |
| 47-54   | GBR  | Gran Bretagna |
| 55-62   | DNK  | Danimarca     |
| 63-69   | NOR  | Norvegia      |
| 70-77   | POL  | Polonia       |
| 78-81   | AUT  | Austria       |
| 82-88   | CZE  | Rep. Ceca     |
| 89-94   | CHE  | Svizzera      |
| 95-100  | RUS  | Russia        |
| 101-104 | IRL  | Irlanda       |
| 105-106 | PRT  | Portogallo    |

| N.      | Cod. | Squadra            |
| ------- | ---- | ------------------ |
| 107-113 | SVK  | Slovacchia         |
| 114-119 | EST  | Estonia            |
| 120-123 | LUX  | Lussemburgo        |
| 124-128 | LVA  | Lettonia           |
| 129-132 | UKR  | Ucraina            |
| 133-135 | BLR  | Bielorussia        |
| 136-137 | LTU  | Lituania           |
| 138     | HUN  | Ungheria           |
| 139     | SWE  | Svezia             |
| 140     | ISR  | Israele            |
| 141     | ROU  | Romania            |
| 142-144 | ALB  | Albania            |
| 145-146 | MKD  | Macedonia del Nord |
| 147-148 | AND  | Andorra            |
| 149-151 | GRC  | Grecia             |

## Ordine d'arrivo (Top 10)
| Pos. | Corridore          | Squadra   | Tempo    |
| ---- | ------------------ | --------- | -------- |
| 1    | Elia Viviani       | Italia    | 3h30'52" |
| 2    | Yves Lampaert      | Belgio    | a 1"     |
| 3    | Pascal Ackermann   | Germania  | a 9"     |
| 4    | Alexander Kristoff | Norvegia  | a 33"    |
| 5    | Michael Mørkøv     | Danimarca | s.t.     |
| 6    | Sam Bennett        | Irlanda   | s.t.     |
| 7    | Matteo Trentin     | Italia    | s.t.     |
| 8    | Luka Mezgec        | Slovenia  | s.t.     |
| 9    | Arnaud Démare      | Francia   | s.t.     |
| 10   | Rüdiger Selig      | Germania  | s.t.     |